# Tarek Cheurfaoui
 (mars 2020).
Tarek Cheurfaoui (en arabe : طارق شرفاوي) est un footballeur algérien né le 28 juin 1986 à Sétif. Il évolue au poste de défenseur central.

## Biographie
En juin 2014, Cheurfaoui rejoint le club du CR Belouizdad pour un contrat de trois ans.
Il remporte, avec cette équipe, une Coupe d'Algérie.
Par ailleurs, il se classe sur le podium du championnat d'Algérie en 2018 avec le NA Hussein Dey.
Il dispute un total de 113 matchs en première division algérienne entre 2013 et 2019, pour cinq buts inscrits.

## Palmarès
- Vainqueur de la Coupe d'Algérie en 2017 avec le CR Belouizdad